# Staatsraad van de DDR

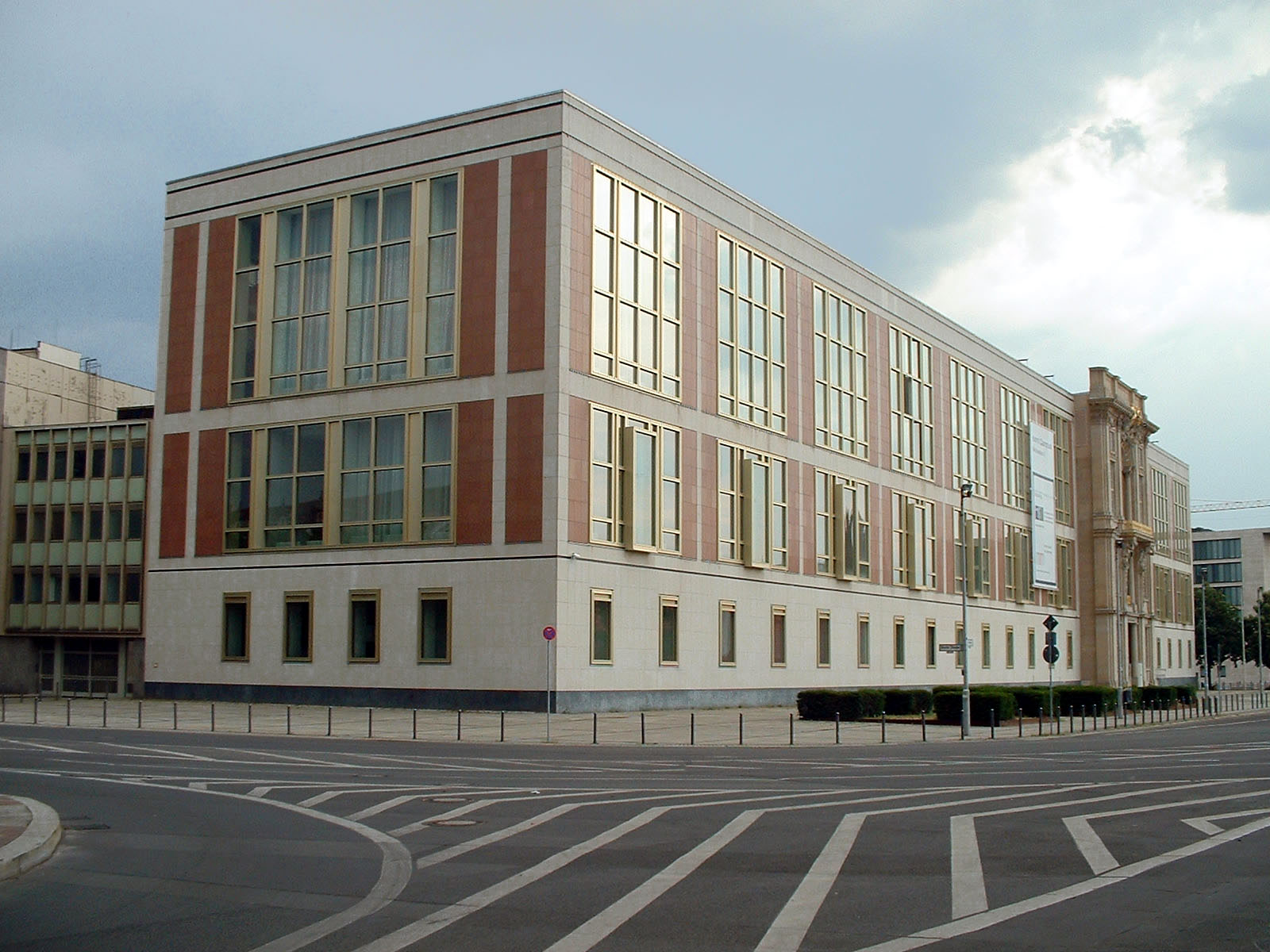
Het gebouw van de Staatsraad in Berlijn

De Staatsraad (Duits: Staatsrat) was vanaf 1960 het collectieve staatshoofd van de DDR.

## Ontwikkeling
De Staatsraad werd in 1960 gevormd na de dood van de eerste en enige president van de DDR, Wilhelm Pieck, als opvolger van het ambt van President van de DDR. Hiermee werd het voorbeeld van het Presidium van de Opperste Sovjet in de Sovjet-Unie gevolgd. De wettelijke basis werd gevormd door het Gesetz über die Bildung des Staatsrates van 12 september 1960, waarmee ook de grondwet van de DDR van 1949 werd gewijzigd.
De Staatsraad bestond uit een voorzitter, zijn plaatsvervanger, 16 gewone leden en een secretaris. Tot 1971 was de secretaris Otto Gotsche en vervolgens Heinz Eichler. De functie van plaatsvervangend voorzitter werd uitgeoefend door de voorzitter van een van de blokpartijen. De leden van de Staatsraad werden door de Volkskammer voor vier jaar, en vanaf 1974 voor een periode van vijf jaar gekozen.
De eerste voorzitter van de Staatsraad was Walter Ulbricht, die gelijktijdig Secretaris-Generaal van de Sozialistische Einheitspartei Deutschlands (SED) was. De functie van voorzitter van de Staatsraad was aanvankelijk een bijzondere. In artikel 66, paragraaf 2 van de grondwet van 1968 werd bepaald dat de voorzitter van de Staatsraad de DDR volkenrechtelijk vertegenwoordigde.
Na de dood van Ulbricht in 1973 werd Willi Stoph gekozen tot voorzitter van de Staatsraad. Door de grondwetswijziging van 1974 verloor de voorzitter van de Staatsraad formeel zijn bijzondere positie. In de praktijk werd de functie van staatshoofd ook na 1974 alleen uitgeoefend door de voorzitter van de Staatsraad; de andere leden van de Staatsraad hadden in de praktijk nauwelijks invloed. Daarnaast vormt in het diplomatieke protocol een collectief staatshoofd sowieso een probleem.
In 1976 werd Erich Honecker voorzitter van de Staatsraad. Honecker was al sinds 1971 Secretaris-Generaal van de SED en combineerde net als Walter Ulbricht voor hem, de hoogste functies in staat en partij.

### Functies
De Staatsraad was volgens de artikelen 66 e.v. van de grondwet van de DDR van 1968 het formele staatshoofd van de DDR. De andere vertegenwoordigers van de DDR waren de Voorzitter van de Ministerraad van de DDR als regeringsleider en de voorzitter van de Volkskammer.
Tot de functies van de Staatsraad hoorden volgens de artikelen 66–75 van de grondwet:
- het uitschrijven van verkiezingen voor onder andere de Volkskammer
- het beroepen van leden van de Nationale Verdedigingsraad
- het verlenen van gratie en amnestie
- de ratificatie van internationale verdragen
- de accreditatie van diplomatieke vertegenwoordigers
- het verlenen van onderscheidingen

Tot 1974 kon de Staatsraad decreten met wetskracht uitvaardigen en wetsontwerpen bij de Volkskammer indienen. De Staatsraad kon een bindende uitleg aan de grondwet en andere wetten bepalen en besliste over het afsluiten van internationale verdragen. Vanaf 1970 verloor Walter Ulbricht zijn invloed in de DDR en werd ook de macht van de door hem voorgezeten Staatsraad beperkt, hetgeen werd vastgelegd in de grondwetswijziging van 1974. Daarna had de Staatsraad voornamelijk een representatieve functie.
Het secretariaat van de Staatsraad had ongeveer 200 medewerkers en vervulde in de DDR een belangrijke functie bij de verwerking van petities die DDR-burgers konden indienen. Via het Eingabenerlass (petitiedecreet) van 27 februari 1961 was geregeld dat overheidsorganen en bedrijven verplicht waren tot samenwerking bij de behandeling van deze decreten.

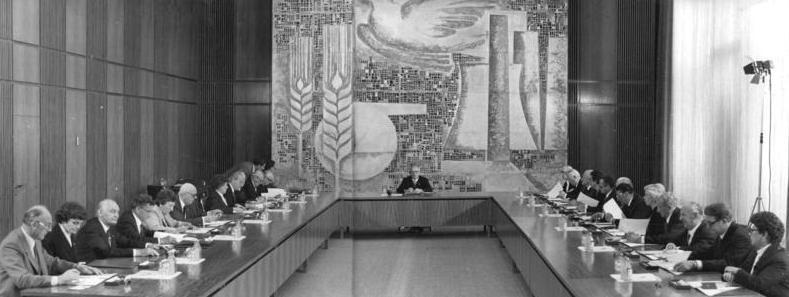
Zitting van de Staatsraad op 25 juni 1981 met in het midden Erich Honecker

### Zetel van de Staatsraad

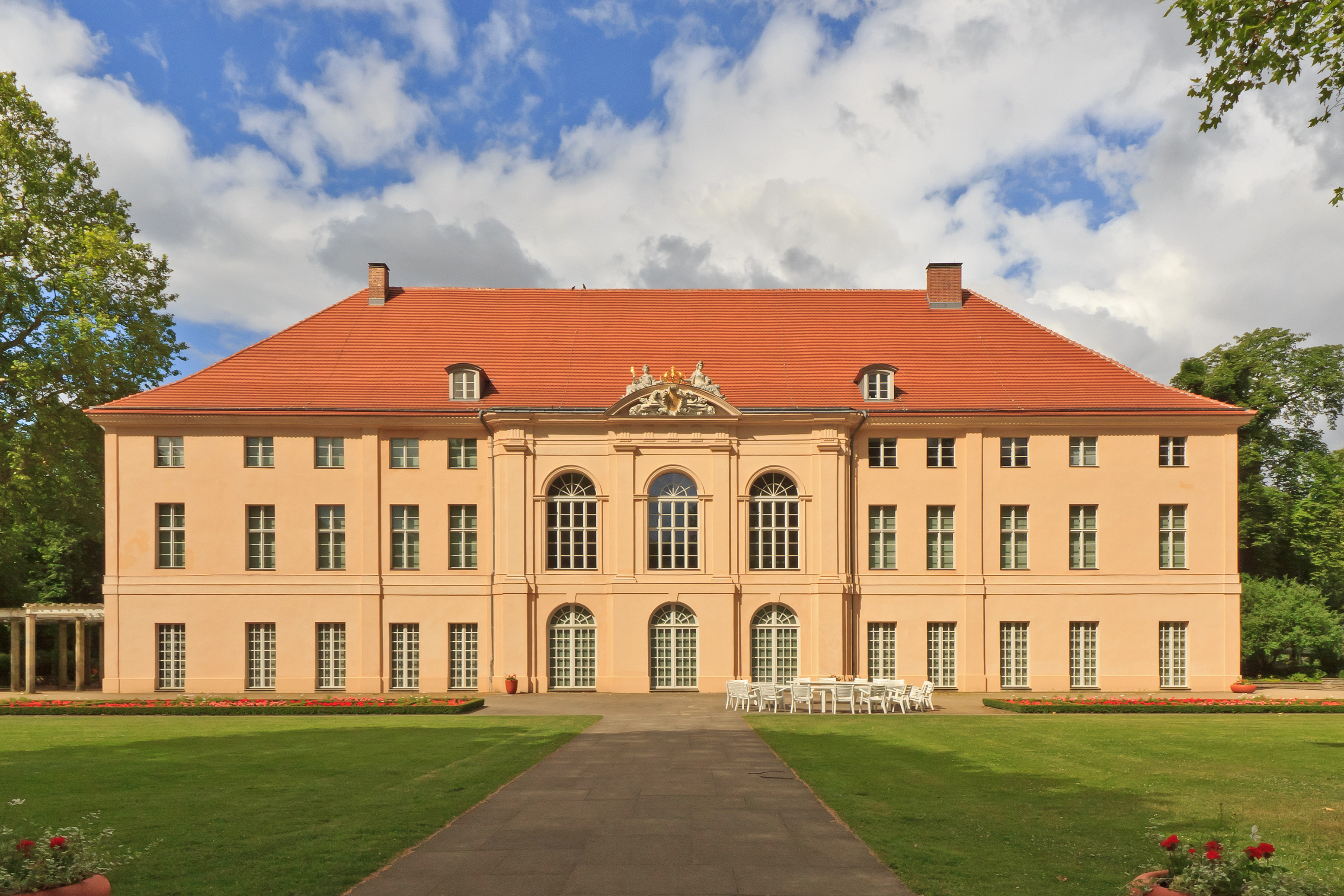
Schloss Schönhausen

De Staatsraad was vanaf de oprichting in 1960 gehuisvest in de vroegere residentie van de president van de DDR, Schloss Schönhausen. In 1964 trok de Staatsraad in het Staatsratsgebäude aan de Marx-Engels-Platz 1 in Oost-Berlijn, waar het tot de opheffing van de Staatsraad in 1990 gevestigd bleef.

## Opheffing
Nadat Erich Honecker zich ten tijde van die Wende uit al zijn functies had teruggetrokken nam Egon Krenz zijn functies over. Reeds 6 weken later, op 6 december 1989, werd de voorzitter van de LDPD, Manfred Gerlach, voorzitter van de Staatsraad. Hiermee gaf de SED zijn leidende rol in de DDR op.
Op 5 april 1990 werd de Staatsraad door de eerste vrij gekozen Volkskammer via een grondwetswijziging opgeheven. Met het oog op de komende Duitse hereniging werd het ambt van staatspresident niet meer ingevoerd. Via artikel 75a van de grondwet werden de bevoegdheden van de Staatsraad overgedragen aan de Volkskammer. Sabine Bergmann-Pohl was als voorzitter van de Volkskammer tussen 5 april en 2 oktober 1990 het laatste staatshoofd van de DDR.